# Московский аниме-фестиваль
Московский аниме-фестиваль проводился с 2003 года. С 2004 по 2009 год традиционным временем проведения фестиваля был ноябрь, а местом — Центральный дом предпринимателя. С 2010 года фестиваль не проводится из-за серьёзного сокращения закупок фильмов и, как следствие, фактического прекращения деятельности главного спонсора.

## История

### Первый
Первый московский аниме-фестиваль состоялся с 16 по 19 октября 2003 года в кинотеатре «Пионер».
Организаторами фестиваля выступили творческое объединение «ПАНТЕРРА» — «КИНО БЕЗ ГРАНИЦ», совместно с компанией MC Entertainment.
Программа показов:
| 16 октября                                           | 17 октября                            | 18 октября                                           | 19 октября                 |
| ---------------------------------------------------- | ------------------------------------- | ---------------------------------------------------- | -------------------------- |
| Интерстелла 5555: История секретной звёздной системы | Манускрипт ниндзя                     | Интерстелла 5555: История секретной звёздной системы | MY BEAUTIFUL GIRL, MARI    |
| Sol Bianca: Сокровища погибших планет                | Sol Bianca: Сокровища погибших планет | ONCE UPON A TIME…                                    | Хеллсинг: Война с нечистью |
| MEZZO-FORTE                                          | Хеллсинг: Война с нечистью            | Хеллсинг: Война с нечистью                           |                            |

### Второй
Второй московский аниме-фестиваль проходил с 4 по 8 марта 2004 года в ЦДП. Кроме показов аниме в программе фестиваля присутствовали: дефиле косплееров, выставка работ победителей специального конкурса на сайте MANGA.ru, концерт группы Suki Da.
Программа показов:
| 5 марта             | 6 марта                     | 7 марта          | 8 марта               |
| ------------------- | --------------------------- | ---------------- | --------------------- |
| Почти человек       | Сакура: битва за Париж      | Хармагедон       | Моя Богиня!           |
| Агент Наджика       | Йома: Посланцы царства тьмы | Вампир Москитон  | Вампир Москитон       |
| Последняя субмарина | Агент Наджика               | Солдаты будущего | Оборотни              |
|                     | Последняя субмарина         | Агент Наджика    | Жаркое лето           |
|                     | Жаркое лето                 | Жаркое лето      | Кайт — девочка-убийца |

### Третий
Третий московский аниме-фестиваль проходил с 18 по 21 ноября 2004 года в Центральном доме предпринимателя. В программе фестиваля присутствовали: выступления групп Dolls, U*Mi, «4етыре 4етверти», Suki Da!, фотосессии с косплеерами, работы российских мангак, демонстрация AMV, а также 1-й всероссийский конкурс по танцам пара-пара.
Программа показов:
| 18 ноября               | 19 ноября                   | 20 ноября                           | 21 ноября                           |
| ----------------------- | --------------------------- | ----------------------------------- | ----------------------------------- |
| D: Жажда крови          | D: Охотник на вампиров      | Герои пяти планет                   | Лабиринт сновидений                 |
| SIN: Создатели монстров | Школа убийц                 | Парящий на ветру                    | Фантастические дни                  |
|                         | Изгнанник (ночной нон-стоп) | Школа убийц                         | Школа убийц                         |
|                         |                             | Уроцукидодзи. Легенда о сверхдемоне | Уроцукидодзи. Легенда о сверхдемоне |
|                         |                             | Изгнанник (ночной нон-стоп)         |                                     |

### Четвёртый
Четвёртый московский аниме-фестиваль проходил с 3 по 6 ноября 2005 года в ЦДП.
На фестивале выступали: Arashi, Aya, Lisandra, Reika, Tooniegirl, группы DollS, «4етыре 4етверти», TwinEdge, G.A.P. Проводились выставки российских мангак: Ева Соулу, Манами, Сато, Файри, победителей конкурса манга-плаката с сайта Manga.ru. Традиционное дефиле косплееров и фотосессии с ними, чемпионаты по танцам Pump It Up, Dance Dance Revolution, Para Para Paradise. В фойе демонстрировались AMV.
Программа показов:
| 3 ноября                                | 4 ноября                              | 5 ноября                          | 6 ноября                   |
| --------------------------------------- | ------------------------------------- | --------------------------------- | -------------------------- |
| Последняя фантазия VII: Дети Пришествия | Воспоминания о будущем                | Хаммербой                         | Могила светлячков          |
| Стимбой                                 | Полиция будущего                      | Полиция будущего: Восстание       | Дарксайд — тёмный мститель |
|                                         | Однажды в Токио                       | Армитаж: полиматрица (OVA версия) | Армитаж: двойная матрица   |
|                                         | Эльфийская песнь                      | Эльфийская песнь                  | Эльфийская песнь           |
|                                         | Уроцукидодзи: Воскрешение Сверхдемона | Актриса тысячелетия               | Повелитель призраков       |
|                                         | 7 самураев (ночной нон-стоп)          | 7 самураев (ночной нон-стоп)      |                            |
|                                         | Агент Паранойи                        | Манускрипт ниндзя: новая глава    | Меццо: игра со смертью     |

### Пятый
Пятый московский аниме-фестиваль состоялся 3-6 ноября 2006 года в ЦДП. В кафе нон-стопом показывали аниме «Рагнарёк». Выступление групп Sunaku, «3уХеJlь», Glam, Unreal. Традиционные дефиле косплееров, AMV, чемпионат по танцевальным играм.
Программа показов:
| 3 ноября                       | 4 ноября                                               | 5 ноября                                               | 6 ноября                                  |
| ------------------------------ | ------------------------------------------------------ | ------------------------------------------------------ | ----------------------------------------- |
| Призрак в доспехах: Невинность | Ночные воины: Охотники на вампиров                     | Ночные воины: Охотники на вампиров                     | Один: Космический корабль «Звёздный свет» |
| Прочти или умри (ОВА)          | Карас                                                  | Хеллсинг Ultimate                                      | Gravitation (ОВА)                         |
|                                | Война на Венере                                        | Воскрешение ниндзя: месть Дзюбея                       | Хеллсинг Ultimate                         |
|                                | Ачи и Сипак: Убойный дуэт                              | Полиция будущего: Монстр                               | Призрак в доспехах: Невинность            |
|                                | Хищные куклы                                           | Карас                                                  | Макросс Плюс                              |
|                                | Dead leaves: звёздная тюряга                           | Макросс Плюс                                           | Ачи и Сипак: Убойный дуэт                 |
|                                | Призрак в доспехах: Синдром одиночки (ночной нон-стоп) | Призрак в доспехах: Синдром одиночки (ночной нон-стоп) |                                           |

### Шестой
Фестиваль прошёл со 2 по 5 ноября 2007 года в кинотеатре «35 мм» (ЦДП).
Культурная программа включала выступление групп и исполнителей Golden Age, Unreal, Dolls, Лисандры, Мирасоль. Проходил открытый чемпионат по танцевальным играм, демонстрировались AMV от ассоциации анимеклипмейкеров России «AKROSS», работал магазин компании МС.
За время фестиваля были показаны:
| 2 ноября    | 3 ноября                      | 4 ноября                      | 5 ноября        |
| ----------- | ----------------------------- | ----------------------------- | --------------- |
| Исток       | Паприка                       | Железобетон                   | Койот Рэгтайм 2 |
| Афросамурай | Агент Вексилл                 | Койот Рэгтайм 1               | Афросамурай     |
|             | Афросамурай                   | Исток                         | Агент Вексилл   |
|             | Железобетон                   | Паприка                       | Исток           |
|             | Братство черной крови 1       | Хеллсинг Ultimate 3           | Железобетон     |
|             | Эрго Прокси (ночной нон-стоп) | Братство черной крови 2       |                 |
|             |                               | Эрго Прокси (ночной нон-стоп) |                 |

### Седьмой
Фестиваль прошёл с 2 по 4 ноября 2008 года в кинотеатре «35 мм» (ЦДП). Фестиваль проводился при поддержке Посольства Японии в России и Японского Фонда.
Культурная программа включала встречу с продюсером и режиссёром анимационного фильма «Рояль в лесу» Масао Маруямой и Масаюки Кодзимой, лекцию главного редактора журнала «АнимеГид» Валерия Корнеева «Первые полвека аниме: японская анимация с 1907 по 1957 годы», также посетители фестиваля имели возможность задать свои вопросы представителям компании MC Entertainment. Проводилось традиционное дефиле косплееров и демонстрация AMV.
Программа фестиваля:
| 2 ноября                               | 3 ноября                                                                               | 4 ноября                           |
| -------------------------------------- | -------------------------------------------------------------------------------------- | ---------------------------------- |
|                                        | Рояль в лесу, встреча с продюсером фильма Масао Маруямой и режиссёром Масаюки Кодзимой |                                    |
| Волшебный лес                          |                                                                                        |                                    |
| Мой любимый робот                      | Волшебный лес                                                                          | Волшебное лето                     |
| Волшебное лето                         | Виртуальный спецназ                                                                    | Девочка, покорившая время          |
| Карас                                  | Нанако                                                                                 | Виртуальный спецназ                |
| Девочка, покорившая время              | Кулак Полярной звезды: Новая эра 1                                                     | Кулак Полярной звезды: Новая эра 2 |
| Демон против демонов 1 (Devil May Cry) | Демон против демонов 2 (Devil May Cry)                                                 | Хэллсинг Ultimate 3 и 4            |
| Охота на призраков (ночной нон-стоп)   | Охота на призраков (ночной нон-стоп)                                                   |                                    |

### Восьмой
VIII Московский аниме-фестиваль прошёл в ноябре 2009 года в ЦДП.
Культурная программа мероприятия включала: показ токийской моды в стиле «лолита» и ток-шоу посла каваий Мисако Аоки; лекцию профессора Такамасы Сакураи с официальной российской премьерой полнометражного аниме «Евангелион 2.22: Ты (не) пройдёшь»; видеопоказ и обсуждение выступления J-рок группы Radwimps. Все мероприятия первого дня фестиваля проводились под патронажем посольства Японии и проходили в рамках фестиваля японской поп-культуры. Также проводились косплей-дефиле, розыгрыш призов среди посетителей и косплееров, показ лучших АМВ сезона 2009, чемпионат по Dance Dance Revolution. Прошла конференция с участием главного редактора журнала «АнимеГид» Валерия Корнеева и руководителя MC Ent. Дмитрия Федоткина. Завершился фестиваль чемпионатом и уроками по танцам Пара-Пара.
Программа фестиваля:
| 4 ноября                          | 7 ноября                                      | 8 ноября                                      |
| --------------------------------- | --------------------------------------------- | --------------------------------------------- |
| Евангелион 2.22: Ты (не) пройдёшь | 5 сантиметров в секунду                       | Бронеотряд 1941                               |
|                                   | Отважное сердце                               | 5 сантиметров в секунду                       |
|                                   | Рыбка Поньо на утёсе                          | Небесный замок Лапута                         |
|                                   | Кибер-город Эдо                               | Отважное сердце                               |
|                                   | Ирия                                          | Дочери Мнемозины                              |
|                                   | Гуррен-Лаганн (ночной нон-стоп с 6-го на 7-е) | Гуррен-Лаганн (ночной нон-стоп с 7-го на 8-е) |